# Breakout (canção de Foo Fighters)
"Breakout" é uma canção da banda Foo Fighters lançada em 2000 como terceiro single de seu álbum There Is Nothing Left to Lose. Foi destaque no filme Eu, eu mesmo e Irene, e seu videoclipe é interpretado por Dave Grohl como alguém que sofre de um transtorno de "múltiplas personalidades" (semelhante ao personagem de Jim Carrey no filme) e Traylor Howard, que também estrelou no filme, como a sua namorada.
A música ouvida no início do vídeo é "Generator", outra canção de There Is Nothing Left to Lose. Esta canção foi destaque na série Making the Video da MTV.

## Lista de faixas

### CD1
1. "Breakout" - 3:21
2. "Iron and Stone" (cover de The Obsessed) - 2:52
3. "Learn To Fly" (ao vivo em Sydney, Austrália em 24 de janeiro de 2000) - 3:38

### CD2
1. "Breakout" - 3:21
2. "Monkey Wrench" (ao vivo na Austrália) - 4:23
3. "Stacked Actors" (ao vivo em Sydney) - 5:21

### Versão Austrália
1. "Breakout"
2. "Monkey Wrench" (ao vivo na Austrália)
3. "Next Year" (ao vivo na Austrália)

## Posições nas paradas
| País/Parada (2000)                             | Melhor posição |
| ---------------------------------------------- | -------------- |
| Australia (ARIA)                               | 59             |
| Canadá (RPM Rock/Alternative)                  | 15             |
| Países Baixos (Single Top 100)                 | 63             |
| Poland (LP3)                                   | 50             |
| Reino Unido (UK Singles Chart)                 | 29             |
| Reino Unido (OCC UK Rock and Metal)            | 2              |
| Estados Unidos (Billboard Mainstream Rock)     | 11             |
| Estados Unidos (Billboard Alternative Airplay) | 8              |

## Créditos

### Álbum
- Dave Grohl - vocal, guitarra
- Nate Mendel - baixo
- Taylor Hawkins - bateria

### Vídeo
- Dave Grohl - vocal, guitarra
- Chris Shiflett - guitarra, vocal
- Nate Mendel - baixo
- Taylor Hawkins - bateria